# Monastère de Corpus Christi
Le Monastère de Corpus Christi se trouve dans le territoire communal de Luchente, dans la province de Valence de la Communauté valencienne en Espagne. Le monastère est un bâtiment qui a ses origines dans un ermitage du XIIIe siècle et qui fut rénové au XVIIIe siècle.
Ce monastère présente des bâtiments de différentes époques, commence à être édifié au XIVe siècle. La construction de ce monastère est liée au miracle de Corpus Christi qui, selon la tradition, s'est déroulé sur les lieux mêmes au XIIIe siècle. L'ensemble est commandé par un cloître, dont le côté sud à l'intérieur de la salle de classe, les cellules et le réfectoire. Son style de construction est gothique valencien.
Le cloître, de plan carré au sol, se compose de deux parties, l'inférieur est avec des arcs sur des pilastres à chapiteaux ornés de motifs eucharistiques. L'église du Corpus Christi est située sur le côté nord du cloître du monastère du même nom. C'est une église à une nef, divisée en quatre sections avec un chœur surélevé. Elle est couverte de voûtes. Du côté de l'épître, il présente deux chapelles adjacentes du XVIIIe siècle, la chapelle de la Sainte face et la chapelle de la communion. Cette dernière est en croix grecque avec une coupole sur pendentifs.
La construction de l'église est faite avec des murs de maçonnerie disposant de contreforts dans les coins. Vers l'est se trouve la Cour de services autour de laquelle sont agencées les différentes parties du monastère.